# Ad libitum
Ad libitum (zkráceně také ad lib) je latinsky podle libosti. 
V hudbě znamená, že:
- interpret může podle svého vlastního uvážení změnit tempo
- nástroj nebo part označený tímto termínem, lze podle libosti vynechat
- v jazzu nebo moderní hudbě označuje improvizované sólo podle předem určeného harmonického schématu

Ve výživě znamená, že:
- krmivo je podáváno neomezeně, zvíře žere podle libosti

Ve scénických uměních znamená, že: 
- Herec neplánovaně upraví či přidá repliku během hry před obecenstvem, často improvizovaně